# Marie-Louise von Franz
Marie-Louise von Franz (ur. 4 stycznia 1915 w Monachium, zm. 17 lutego 1998 r. w Küsnacht k. Zurychu) – szwajcarska psychoanalityczka, uczennica, sekretarka i współpracownica Carla Gustava Junga.

## Życie
Marie-Louise von Franz urodziła się jako córka austriackiego barona; od roku 1918 zamieszkała w Szwajcarii – w 1932 roku otrzymała obywatelstwo szwajcarskie. Studiowała na Uniwersytecie Zuryskim, gdzie otrzymała doktorat z filologii klasycznej. Od roku 1934 współpracowała z Carlem Gustavem Jungiem – współpraca ta trwała aż do jego śmierci (1961).
Marie-Louise von Franz dała się poznać jako znawczyni problematyki alchemicznej – uzupełniła pracę Carla Gustava Junga Mysterium Coniunctionis interpretacją Aurora consurgens – opublikowanego w 1957 roku dokumentu alchemii chrześcijańskiej; ukończyła i wydała rozpoczętą przez Emmę Jung pracę Die Graalslegende in psychologische Sicht. Przez wiele lat von Franz pracowała jako wykładowca i analityk szkolny w Instytucie Carla Gustava Junga w Zurychu. Otrzymała tytuł honorowego prezesa Centrum Badawczo-Edukacyjnego Psychologii Głębi (Forschungs- und Ausbildungszentrum für Tiefenpsychologie nach C. G. Jung und Marie-Louise von Franz).
W 1974 roku razem z kilkoma uczniami (René Malamud, Willi Obrist, Alfred Ribi, Paul Walder) powołała do życia Fundację Psychologii Jungowskiej, mającą za zadanie popieranie badań oraz rozpowszechnianie myśli jungowskiej. W należącym do Fundacji wydawnictwie publikowała serię Jungiana.
W dziełach Marie-Louise von Franz można wyróżnić kilka wątków:
- studia nad symboliką i psychologią alchemiczną uwieńczone wydaniem i skomentowaniem przypisywanego Tomaszowi z Akwinu traktatu Aurora Consurgens – tekst ukazał się w 1957 roku jako t. 3 Mysterium Coniunctionis;
- studia nad symbolika baśni uwieńczone opublikowaniem pracy pt. Symbolik des Märchens;
- studia nad ideą unus mundus, uwieńczone opublikowaniem pracy pt. Zahl und Zeit (1970);
- praktyka psychoterapeutyczna

## Dzieła
- 1943 Die ästhetischen Anschauungen der Iliasscholien
- 1951 Die Passio Perpetuae. Versuch einer psychologische Deutung. Passio Perpetuae. Das Schicksal einer Frau zwischen zwei Gottesbildern.
- 1952 Symbolik des Märchen, t. 1: Versuch einer Deutung
- 1957 Aurora Consurgens. Ein dem Thomas von Aquin zugeschriebenes Dokument der alchemistischen Gegensatzproblematik.
- 1957 Gegensatz und Erneuerung im Märchen / Symbolik Des Märchen, t. 2: Gegensatz und Erneuerung
- 1957 Symbolik Des Märchen, t. 3: indeks
- 1958 Meditation in Religion und Psychotherapie
- 1959 Die Visionen des Niklaus von Flüe
- 1960 Die Graalslegend in psychologischer Sicht (razem z Emmą Jung)
- 1968 Der Mensch und seine Symbole
- 1970 Zahl und Zeit
- 1971 C. G. Jung und die Theologen. Selbsterfahrung und Gotteserfahrung bei C. G. Jung
- 1972 C. G. Jung. Sein Mythos in Unserer Zeit
- 1977 Die Mutter im Märchen. Deutung der Problematik des Mütterlichen und des Mutterkomplexes am Beispiel bekannter Märchen.
- 1977 Das Weibliche im Märchen
- 1978 Spiegelungen der Seele. Projektion und innere Sammlung in der Psychologie C. G. Jungs.
- 1980 Die Erlösung des Weiblichen im Manne. Der goldene Esel von Apuleius in tiefenpsychologischer Sicht.
- 1980 Im Umkreis des Todes
- 1980 Licht aus dem Dunkel: Die Malerei von Peter Birkhäuser.
- 1983 (wyd.) Die Zofingia Vorträge (1896-1899)
- 1984 Traum und Tod. Was uns die Träume Sterbender sagen.
- 1985 Begegnungen mit der Seele. Aktive Imagination, der Weg zu Heilung und Ganzheit.
- 1985 Der Schatten und das Böse im Märchen
- 1985 Die Suche nach dem Selbst. Individuation im Märchen.
- 1985 Träume
- 1986 Erlösungsmotive im Märchen
- 1986 Psychologische Märcheninterpretation. Eine Einführung.
- 1987 Der ewige Jüngling. Der Puer Aeternus und der kreative Genius im Erwachsenen.
- 1987 Die Katze.
- 1987 Wissen aus der Tiefe. Über Orakel und Synchronizität.
- 1988 Psyche und Materie. Ausgewählte Schriften.
- 1989 Bibliographie von Marie-Louise von Franz
- 1989 Seria Jungiana, t. 1
- 1989 Seria Jungiana, t. 2: Marie-Louise von Franz zum 75. Geburtstag.
- 1990 Festschrift für Marie-Louise von Franz zum 75. Geburtstag
- 1990 Psychotherapie. Erfahrungen aus der Praxis.
- 1990 Schöpfungsmythen. Bilder der schöpferischen Kräfte im Menschen.
- 1991 Seria Jungiana, t. 3
- 1992 Seria Jungiana, t. 4
- 1993 Lilith, die erste Eva: eine Studie über dunkle Aspekte des Weiblichen
- 1994 Archetypische Dimensionen der Seele
- 1994 Erfahrungen mit dem Tod. Archetypische Vorstellungen und tiefenpsychologische Deutungen.
- 1995 Seria Jungiana, t. 5
- 1996 Seria Jungiana, t. 6
- 1997 Seria Jungiana, t. 7
- 1997 Seria Jungiana t. 6. Beiträge zur Psychologie von C. G. Jung.
- 1998 Seria Jungiana, t. 8: Marie-Louise von Franz, 4. Januar 1915 bis 17. Februar 1998.
- 1999 Seria Jungiana, t. 9
- 2001 C. G. Jung. Leben, Werk und Visionen
- 2001 Fenster zur Ewigkeit. Die Malerei von Peter Birkhäuser. / Seria Jungiana, B, t. 7
- 2001 Seria Jungiana, t. 10: Beiträge zur Psychologie
- 2001 Seria Jungiana B, t. 7 (zob. Fenster zur Ewigkeit)
- 2002 Ein Gespräch mit Marie-Louise von Franz
- 2002 Seria Jungiana, t. 11
- 2002 Puer Aeternus. Ewiger Jüngling und kreativer Genius
- 2004 Der Goldene Esel. Der Roman des Apuleius in tiefenpsychologischer Sicht

W przekładzie na język polski
- Ścieżki snów, tłum. Henryk Smagacz Warszawa 1995,2007.
- Wróżenie a zjawisko synchroniczności, tłum. Jerzy Korpanty, Warszawa 1994.